# Gallodrome
 (juillet 2024).

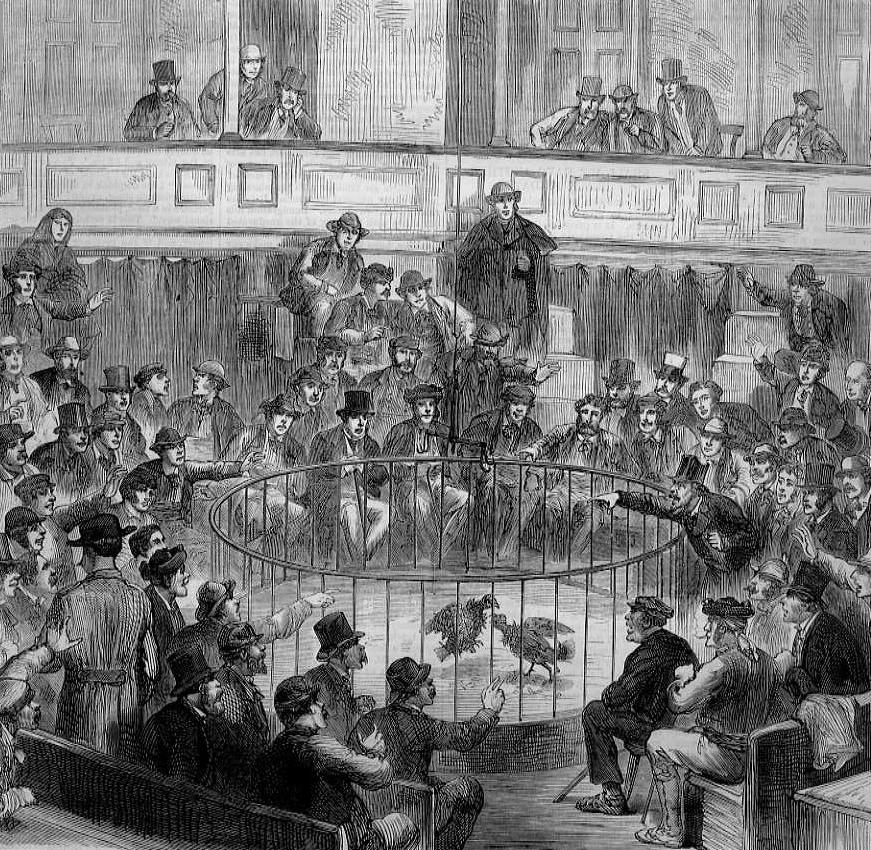
Un gallodrome à Madrid au XIXe siècle.

On appelle gallodrome le bâtiment généralement circulaire dans lequel sont organisés des combats de coqs.

## Les gallodromes en France

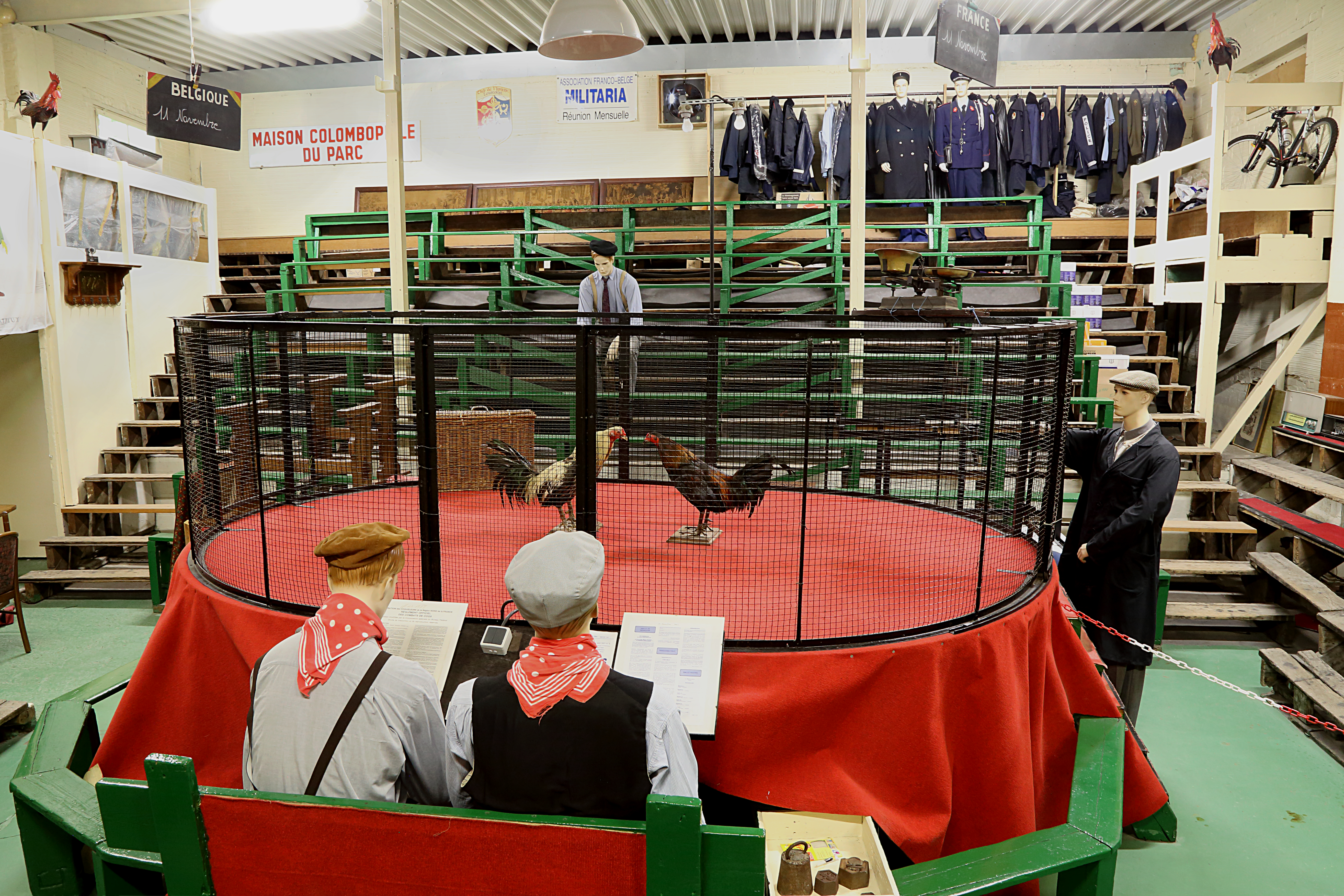
Ancien gallodrome de Neuville-en-Ferrain, converti en musée depuis 2001.

À La Réunion, on compte encore six gallodromes officiellement tolérés et de nombreux autres illégaux.
En Martinique, en Guadeloupe et en Guyane existent encore de nombreux gallodromes appelés localement pitt à coq.
Les départements du Nord et du Pas-de-Calais sont les seuls de France métropolitaine a posséder une vingtaine de gallodromes. Selon la loi du 8 juillet 1964, ceux-ci sont uniquement autorisés dans les communes où la pratique du combat de coqs ne s'est jamais interrompue. Toutefois, elle interdit toute création de nouveaux gallodromes et même le remplacement d'un site qui viendrait à fermer,.